# Livre d'images

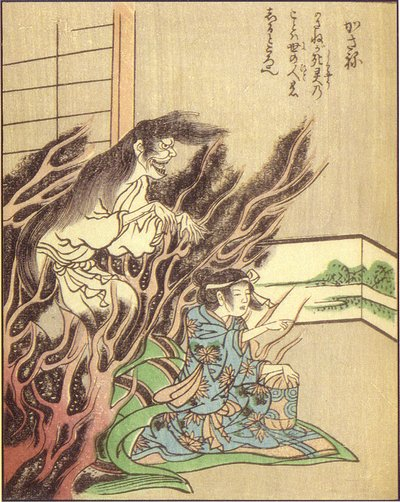
Kasabe dans Ehon hyaku monogatari.

Un livre d'images est un ouvrage de littérature jeunesse à destination des tout-petits, où l'illustration graphique occupe une place prépondérante.
Dominique Rateau considère le livre d'images comme un genre littéraire à part entière, qui induit une lecture particulière.

## Lecture
,,,

## Livres d'images notables
- L'Almanach des maisons vertes
- Ehon hyaku monogatari
- Elmer, l'éléphant bariolé